# قناة النجباء الفضائية
قناة النجباء الفضائية هي قناة تلفزيونية فضائية عراقية مقرها بغداد، العراق، أُطلقت في عام 2013. القناة مملوكة من قبل حركة النجباء، التي زعيمها أكرم الكعبي.

## روابط خارجية
- الموقع الرسمي